# Hembra (pel·lícula)
Hembra fou una pel·lícula espanyola de drama romàntic del 1970 dirigida per César Fernández Ardavín, coautor del guió amb Rafael Sánchez Campoy protagonitzada per Lina Rosales i Julián Mateos.

## Sinopsi
Narda és una dona d'edat madura que acull a casa seva el jove Varis, un criminal fugitiu que ha resultat ferit en un atracament.

## Repartiment
- Lina Rosales
- Julián Mateos
- Emma Cohen
- Manuel de Blas
- Elena María Tejeiro

## Premis
Als Premis del Sindicat Nacional de l'Espectacle de 1970 va rebre el quart premi a la millor pel·lícula, i el premi als millors decorats per Eduardo Torre de la Fuente.